# Giải Phu Lũ
Giải Phu Lũ, hay Hae Buru (86 — 48 TCN; tiếng Hàn: 해부루 왕) là vị vua đầu tiên và cũng là người đã sáng lập ra nước Đông Phù Dư ở vùng mà ngày nay là Bắc Mãn Châu (Trung Quốc). Ông là vị vua có quan điểm bảo thủ, cứng nhắc trong công cuộc chống lại sự bành trướng của nhà Tây Hán ở phía Nam. Ông thường bị cho là đã dùng kế li gián nhằm hãm hại Giải Mộ Sấu - Thủ lĩnh nghĩa quân Đại Mật và làm tan rã lực lượng này.
Hae Buru là anh hoặc em của Go Uru, vua đời thứ tư của Bukbuyeo. Sau khi Go Uru qua đời, Hae Buru có một thời gian ngắn làm vua Bukbuyeo, nhưng rồi bị Go Dumak tranh mất ngôi vị. Hae Buru cùng một vài thân tín phải chạy tới Gaseopwon và lập nên nước Đông Phù Dư.